# Seiyo
Seiyo (Japans: 西予市, Seiyo-shi) is een Japanse stad in de prefectuur Ehime. In 2014 telde de stad 39.714 inwoners.

## Geschiedenis
Op 1 april 2004 werd Seiyo benoemd tot stad (shi). Dit gebeurde na het samenvoegen van de gemeenten Akehama (明浜町), Nomura (野村町), Shirokawa (城川町), Uwa (宇和町) en het dorp Mikame (三瓶町).
Steden:
Imabari · Iyo · Matsuyama (Hoofdstad) · Niihama · Ozu · Saijo · Seiyo · Shikokuchuo · Toon · Uwajima · Yawatahama

Districten:
Iyo · Kamiukena · Kita · Kitauwa · Minamiuwa · Nishiuwa · Ochi
Gemeenten per district